# ダメージプラン
ダメージプラン（DAMAGEPLAN）は元パンテラのドラマーのヴィニー・ポールとギタリストのダイムバッグ・ダレルの兄弟により結成され、ボーカルは元ハルフォードのギタリストだったパトリック・ラックマン、ベーシストのボブ・ジラをメンバーとするヘヴィ・メタルバンドである。

## 経歴
ダメージプランは2003年後半に結成。パンテラが解散したことにより、ポールとダレルによるアボット兄弟が立ち上げた。結成当初はバンド名がNEW FOUND POWERだったが、ツアー開始前にDAMAGEPLANに改名し、第一作目のアルバム名を"NEW FOUND POWER"とした。
全米チャート初登場38位という上位を獲得し、アボット兄弟をはじめメンバーの実力の高さがうかがえる結果となった。その後順調にツアーを開始し、2004年3月2日来日、渋谷O-Eastでライブを行った。

しかし全米ツアー中の2004年12月8日、アメリカオハイオ州コロンバスのライブハウスで銃を持った男がオープニング開始直後にステージと客席の間のフェンスを乗り越えてステージに乱入し、演奏中のダレルに向かって発砲した。しかし、あまりに唐突な事件であったため、誰もこの最悪の事態を回避することができず、またオーディエンスの中にはライブの演出と勘違いする者もいたという。その後男はステージ上でピストルを乱射し、合計で15発もの弾丸を発射、ダレルはそのうち3発を撃ち込まれて絶命した。また、ヴィニーも肩に銃弾を受けている。他にも客や警備員などの3人がこの時の発砲で死亡し、7人が負傷した。男は間もなく現場に駆け付けた警察官により射殺されたため、動機は不明のままである。
この事件は、ロック界全体に大きな衝撃と悲しみを与えた。後にダメージプランのメンバーはチャリティーライヴを行った。
解散後、ヴィニー・ポール(dr)は2018年に亡くなるまでメンバーのボブ・ジラ(b)とマッドヴェインのチャド・グレイ(vo)とグレッグ・トリベット(g)、ナッシングフェイスのトム・マックスウェル(g)と共に、ヘルイェー(Hellyeah)というヘヴィメタルバンドで活動していた。
ヘルイェーは2007年にセルフタイトルの1stアルバム「HELLYEAH」を発表。

## 作品

### アルバム
- ニュー・ファウンド・パワー NEW FOUND POWER 2004年

## 来日公演
- New Found Power Tour（2004年）
  - 2月28日 名古屋 ボトムライン
  - 3月01日 大阪 BIG CAT
  - 3月02日・3日 東京 渋谷O-EAST